# Kar'er Izvestnjak
Kar'er Izvestnjak' (in lingua russa Карьер Известняк) è un centro abitato del Territorio di Perm', situato nel Aleksandrovskij rajon. La popolazione era di 1.752 abitanti al 2010. Ci sono 24 strade.